# Lista di asteroidi (671001-672000)
Di seguito una lista di asteroidi dal numero 671001  al 672000 con data di scoperta e scopritore.

## 671001–671100
| Nome   | Designazione provvisoria | Data di scoperta  | Scopritore                  |
| ------ | ------------------------ | ----------------- | --------------------------- |
| 671001 | 2014 EV51                | 10 febbraio 2014  | Pan-STARRS                  |
| 671002 | 2014 EC52                | 11 marzo 2014     | CSS                         |
| 671003 | 2014 EM52                | 10 aprile 2010    | Spacewatch                  |
| 671004 | 2014 EY53                | 13 giugno 2015    | Pan-STARRS                  |
| 671005 | 2014 EA60                | 15 settembre 2012 | Spacewatch                  |
| 671006 | 2014 EM60                | 25 ottobre 2009   | Spacewatch                  |
| 671007 | 2014 EQ62                | 17 gennaio 2013   | Mount Lemmon Survey         |
| 671008 | 2014 EG68                | 8 novembre 2009   | Spacewatch                  |
| 671009 | 2014 ET68                | 25 maggio 2006    | Mount Lemmon Survey         |
| 671010 | 2014 EQ72                | 24 settembre 2017 | Pan-STARRS                  |
| 671011 | 2014 EV72                | 22 marzo 2009     | Mount Lemmon Survey         |
| 671012 | 2014 EZ73                | 3 gennaio 2014    | Mount Lemmon Survey         |
| 671013 | 2014 ES74                | 26 agosto 2016    | Pan-STARRS                  |
| 671014 | 2014 EU89                | 14 agosto 2016    | Pan-STARRS                  |
| 671015 | 2014 EF98                | 24 settembre 2008 | Spacewatch                  |
| 671016 | 2014 EQ99                | 16 novembre 2006  | Spacewatch                  |
| 671017 | 2014 ED101               | 22 settembre 2009 | Mount Lemmon Survey         |
| 671018 | 2014 EV105               | 3 agosto 2016     | Pan-STARRS                  |
| 671019 | 2014 EQ108               | 20 settembre 2009 | Spacewatch                  |
| 671020 | 2014 EU113               | 22 ottobre 2012   | Pan-STARRS                  |
| 671021 | 2014 EP114               | 24 novembre 2009  | Spacewatch                  |
| 671022 | 2014 ET114               | 12 luglio 2016    | Pan-STARRS                  |
| 671023 | 2014 EC116               | 3 marzo 2014      | CTIO-DECam                  |
| 671024 | 2014 EK118               | 13 aprile 2015    | Pan-STARRS                  |
| 671025 | 2014 ET118               | 10 novembre 2010  | Mount Lemmon Survey         |
| 671026 | 2014 EU120               | 23 settembre 2005 | Spacewatch                  |
| 671027 | 2014 EF131               | 23 settembre 2011 | Spacewatch                  |
| 671028 | 2014 EX132               | 6 ottobre 2016    | Mount Lemmon Survey         |
| 671029 | 2014 EB137               | 2 agosto 2008     | R. Holmes                   |
| 671030 | 2014 EH143               | 24 settembre 2017 | Pan-STARRS                  |
| 671031 | 2014 EB150               | 25 aprile 2015    | Pan-STARRS                  |
| 671032 | 2014 EZ155               | 11 marzo 2005     | Mount Lemmon Survey         |
| 671033 | 2014 EN166               | 29 agosto 2016    | Mount Lemmon Survey         |
| 671034 | 2014 EW183               | 4 marzo 2014      | CTIO-DECam                  |
| 671035 | 2014 EN184               | 18 maggio 2015    | Pan-STARRS                  |
| 671036 | 2014 EB188               | 2 marzo 2014      | CTIO-DECam                  |
| 671037 | 2014 EQ195               | 22 novembre 2017  | Pan-STARRS                  |
| 671038 | 2014 EO205               | 7 luglio 2016     | Pan-STARRS                  |
| 671039 | 2014 EM219               | 29 luglio 2008    | Mount Lemmon Survey         |
| 671040 | 2014 EQ220               | 26 agosto 2016    | Pan-STARRS                  |
| 671041 | 2014 EY222               | 1 settembre 2005  | Spacewatch                  |
| 671042 | 2014 ES223               | 6 settembre 2016  | Mount Lemmon Survey         |
| 671043 | 2014 ER225               | 19 settembre 2011 | Pan-STARRS                  |
| 671044 | 2014 EO231               | 29 settembre 2011 | Mount Lemmon Survey         |
| 671045 | 2014 ED233               | 27 settembre 2011 | Mount Lemmon Survey         |
| 671046 | 2014 EQ239               | 4 settembre 2016  | Mount Lemmon Survey         |
| 671047 | 2014 EG244               | 21 febbraio 2009  | Spacewatch                  |
| 671048 | 2014 EC246               | 14 novembre 2012  | Mount Lemmon Survey         |
| 671049 | 2014 EY249               | 9 marzo 2014      | Pan-STARRS                  |
| 671050 | 2014 EF250               | 13 marzo 2014     | Mount Lemmon Survey         |
| 671051 | 2014 ES252               | 31 dicembre 2008  | Spacewatch                  |
| 671052 | 2014 EO255               | 3 marzo 2014      | M. Ory                      |
| 671053 | 2014 EL256               | 8 marzo 2014      | Mount Lemmon Survey         |
| 671054 | 2014 EO256               | 5 marzo 2014      | Pan-STARRS                  |
| 671055 | 2014 FT4                 | 22 gennaio 2013   | Mount Lemmon Survey         |
| 671056 | 2014 FU4                 | 27 settembre 2009 | Mount Lemmon Survey         |
| 671057 | 2014 FL6                 | 22 marzo 2014     | Mount Lemmon Survey         |
| 671058 | 2014 FK7                 | 17 aprile 2009    | Mount Lemmon Survey         |
| 671059 | 2014 FE10                | 28 febbraio 2009  | Spacewatch                  |
| 671060 | 2014 FY11                | 16 gennaio 2005   | Spacewatch                  |
| 671061 | 2014 FW12                | 23 ottobre 2011   | Mount Lemmon Survey         |
| 671062 | 2014 FX12                | 26 febbraio 2014  | Pan-STARRS                  |
| 671063 | 2014 FR13                | 30 settembre 2008 | Mount Lemmon Survey         |
| 671064 | 2014 FD14                | 16 novembre 1995  | Spacewatch                  |
| 671065 | 2014 FK14                | 27 febbraio 2014  | Spacewatch                  |
| 671066 | 2014 FT15                | 13 marzo 2014     | Spacewatch                  |
| 671067 | 2014 FE25                | 31 dicembre 2007  | Spacewatch                  |
| 671068 | 2014 FW28                | 28 febbraio 2014  | Pan-STARRS                  |
| 671069 | 2014 FE31                | 27 gennaio 2007   | Mount Lemmon Survey         |
| 671070 | 2014 FD38                | 27 marzo 2014     | CSS                         |
| 671071 | 2014 FF38                | 27 marzo 2014     | Mount Lemmon Survey         |
| 671072 | 2014 FA39                | 19 febbraio 2009  | Spacewatch                  |
| 671073 | 2014 FT43                | 27 novembre 2010  | Mount Lemmon Survey         |
| 671074 | 2014 FN45                | 25 marzo 2014     | Pan-STARRS                  |
| 671075 | 2014 FJ46                | 12 marzo 2014     | Mount Lemmon Survey         |
| 671076 | 2014 FP47                | 30 marzo 2014     | CSS                         |
| 671077 | 2014 FQ49                | 25 marzo 2014     | CSS                         |
| 671078 | 2014 FC58                | 26 novembre 2012  | Mount Lemmon Survey         |
| 671079 | 2014 FY62                | 4 febbraio 2005   | CSS                         |
| 671080 | 2014 FJ63                | 18 ottobre 2012   | Pan-STARRS                  |
| 671081 | 2014 FY63                | 7 giugno 2011     | Spacewatch                  |
| 671082 | 2014 FU64                | 26 febbraio 2014  | Pan-STARRS                  |
| 671083 | 2014 FA65                | 24 giugno 2011    | Mount Lemmon Survey         |
| 671084 | 2014 FZ65                | 13 agosto 2004    | NEAT                        |
| 671085 | 2014 FK66                | 18 settembre 2007 | SSS                         |
| 671086 | 2014 FT68                | 28 febbraio 2014  | Pan-STARRS                  |
| 671087 | 2014 FY71                | 28 marzo 2014     | S. S. Sheppard, C. Trujillo |
| 671088 | 2014 FB72                | 27 marzo 2012     | Mount Lemmon Survey         |
| 671089 | 2014 FF73                | 27 marzo 2014     | Pan-STARRS                  |
| 671090 | 2014 FE77                | 25 maggio 2009    | Spacewatch                  |
| 671091 | 2014 FF77                | 20 gennaio 2008   | Mount Lemmon Survey         |
| 671092 | 2014 FJ77                | 22 settembre 2016 | Mount Lemmon Survey         |
| 671093 | 2014 FS77                | 25 marzo 2014     | Spacewatch                  |
| 671094 | 2014 FB78                | 22 marzo 2014     | T. Szalai                   |
| 671095 | 2014 FF79                | 30 ottobre 2016   | CSS                         |
| 671096 | 2014 FN79                | 26 marzo 2014     | Mount Lemmon Survey         |
| 671097 | 2014 FL80                | 26 marzo 2014     | Mount Lemmon Survey         |
| 671098 | 2014 FH81                | 24 marzo 2014     | Pan-STARRS                  |
| 671099 | 2014 FP84                | 28 marzo 2014     | Mount Lemmon Survey         |
| 671100 | 2014 FO89                | 24 marzo 2014     | Pan-STARRS                  |

## 671101–671200
| Nome   | Designazione provvisoria | Data di scoperta  | Scopritore                   |
| ------ | ------------------------ | ----------------- | ---------------------------- |
| 671101 | 2014 GO1                 | 6 ottobre 2002    | AMOS                         |
| 671102 | 2014 GL7                 | 1 aprile 2014     | Mount Lemmon Survey          |
| 671103 | 2014 GK11                | 12 novembre 2012  | Mount Lemmon Survey          |
| 671104 | 2014 GP12                | 7 aprile 2007     | Mount Lemmon Survey          |
| 671105 | 2014 GC16                | 31 gennaio 2009   | Mount Lemmon Survey          |
| 671106 | 2014 GM16                | 10 gennaio 2014   | Pan-STARRS                   |
| 671107 | 2014 GY16                | 3 aprile 2014     | A. Oreshko                   |
| 671108 | 2014 GK20                | 4 aprile 2014     | Mount Lemmon Survey          |
| 671109 | 2014 GM21                | 21 aprile 2009    | Spacewatch                   |
| 671110 | 2014 GX24                | 29 marzo 2014     | L. Elenin                    |
| 671111 | 2014 GN25                | 9 ottobre 2007    | Spacewatch                   |
| 671112 | 2014 GW25                | 4 aprile 2014     | Spacewatch                   |
| 671113 | 2014 GN27                | 31 maggio 2008    | Spacewatch                   |
| 671114 | 2014 GJ28                | 27 marzo 2014     | Pan-STARRS                   |
| 671115 | 2014 GF30                | 4 aprile 2014     | Pan-STARRS                   |
| 671116 | 2014 GD32                | 4 maggio 2001     | NEAT                         |
| 671117 | 2014 GQ32                | 2 aprile 2014     | Spacewatch                   |
| 671118 | 2014 GV32                | 20 ottobre 2003   | LINEAR                       |
| 671119 | 2014 GL42                | 26 dicembre 2009  | Spacewatch                   |
| 671120 | 2014 GU43                | 8 marzo 2014      | Mount Lemmon Survey          |
| 671121 | 2014 GD48                | 7 aprile 2014     | Mount Lemmon Survey          |
| 671122 | 2014 GK48                | 10 marzo 2014     | Mount Lemmon Survey          |
| 671123 | 2014 GZ48                | 25 marzo 2014     | Pan-STARRS                   |
| 671124 | 2014 GY49                | 17 giugno 2012    | Mount Lemmon Survey          |
| 671125 | 2014 GL50                | 5 aprile 2014     | Pan-STARRS                   |
| 671126 | 2014 GG51                | 13 novembre 2007  | Mount Lemmon Survey          |
| 671127 | 2014 GX54                | 6 ottobre 2012    | Pan-STARRS                   |
| 671128 | 2014 GL55                | 4 aprile 2014     | Pan-STARRS                   |
| 671129 | 2014 GB60                | 1 dicembre 2003   | Spacewatch                   |
| 671130 | 2014 GP61                | 5 aprile 2014     | Pan-STARRS                   |
| 671131 | 2014 GA62                | 4 aprile 2014     | Spacewatch                   |
| 671132 | 2014 GF62                | 5 aprile 2014     | Pan-STARRS                   |
| 671133 | 2014 GJ62                | 2 aprile 2014     | Mount Lemmon Survey          |
| 671134 | 2014 GN63                | 5 aprile 2014     | Pan-STARRS                   |
| 671135 | 2014 GE64                | 12 dicembre 2012  | Mount Lemmon Survey          |
| 671136 | 2014 GU64                | 24 aprile 2009    | Spacewatch                   |
| 671137 | 2014 GD65                | 14 aprile 2010    | Mount Lemmon Survey          |
| 671138 | 2014 GR65                | 5 aprile 2014     | Pan-STARRS                   |
| 671139 | 2014 GY65                | 20 giugno 2006    | Mount Lemmon Survey          |
| 671140 | 2014 GB66                | 6 aprile 2014     | Mount Lemmon Survey          |
| 671141 | 2014 GQ66                | 5 aprile 2014     | Pan-STARRS                   |
| 671142 | 2014 GV66                | 5 gennaio 2013    | CTIO-DECam                   |
| 671143 | 2014 GF69                | 5 aprile 2014     | Pan-STARRS                   |
| 671144 | 2014 GX69                | 4 aprile 2014     | Mount Lemmon Survey          |
| 671145 | 2014 GQ70                | 10 aprile 2014    | Pan-STARRS                   |
| 671146 | 2014 GA72                | 5 aprile 2014     | Pan-STARRS                   |
| 671147 | 2014 GB72                | 5 aprile 2014     | Pan-STARRS                   |
| 671148 | 2014 GJ73                | 5 aprile 2014     | Pan-STARRS                   |
| 671149 | 2014 GP74                | 5 aprile 2014     | Pan-STARRS                   |
| 671150 | 2014 GQ74                | 5 aprile 2014     | Pan-STARRS                   |
| 671151 | 2014 GR77                | 1 aprile 2003     | SDSS Collaboration           |
| 671152 | 2014 GL79                | 4 aprile 2014     | Spacewatch                   |
| 671153 | 2014 GN80                | 1 aprile 2014     | Mount Lemmon Survey          |
| 671154 | 2014 GJ83                | 5 aprile 2014     | Pan-STARRS                   |
| 671155 | 2014 GN83                | 5 aprile 2014     | Pan-STARRS                   |
| 671156 | 2014 GP84                | 9 aprile 2014     | Pan-STARRS                   |
| 671157 | 2014 GV86                | 7 aprile 2014     | Mount Lemmon Survey          |
| 671158 | 2014 GY86                | 4 aprile 2014     | Mount Lemmon Survey          |
| 671159 | 2014 GX89                | 5 aprile 2014     | Pan-STARRS                   |
| 671160 | 2014 HR2                 | 4 aprile 2014     | PMO NEO                      |
| 671161 | 2014 HB4                 | 22 aprile 2014    | Mount Lemmon Survey          |
| 671162 | 2014 HU6                 | 4 aprile 2014     | Pan-STARRS                   |
| 671163 | 2014 HW6                 | 6 aprile 2014     | Mount Lemmon Survey          |
| 671164 | 2014 HG8                 | 27 settembre 2003 | Spacewatch                   |
| 671165 | 2014 HH8                 | 4 gennaio 2013    | CTIO-DECam                   |
| 671166 | 2014 HR9                 | 26 ottobre 2011   | Spacewatch                   |
| 671167 | 2014 HS10                | 4 aprile 2005     | Mount Lemmon Survey          |
| 671168 | 2014 HH11                | 22 settembre 2011 | Mount Lemmon Survey          |
| 671169 | 2014 HR11                | 27 febbraio 2014  | Spacewatch                   |
| 671170 | 2014 HW12                | 5 aprile 2014     | Pan-STARRS                   |
| 671171 | 2014 HG16                | 21 aprile 2014    | Mount Lemmon Survey          |
| 671172 | 2014 HA21                | 5 aprile 2014     | Pan-STARRS                   |
| 671173 | 2014 HC21                | 5 aprile 2014     | Pan-STARRS                   |
| 671174 | 2014 HM21                | 26 febbraio 2009  | Mount Lemmon Survey          |
| 671175 | 2014 HJ24                | 30 marzo 2003     | M. W. Buie, A. B. Jordan     |
| 671176 | 2014 HY25                | 17 dicembre 2012  | M. Schwartz, P. R. Holvorcem |
| 671177 | 2014 HF26                | 5 aprile 2014     | Pan-STARRS                   |
| 671178 | 2014 HE30                | 4 aprile 2014     | Pan-STARRS                   |
| 671179 | 2014 HR30                | 24 aprile 2014    | Mount Lemmon Survey          |
| 671180 | 2014 HN31                | 6 aprile 2014     | Mount Lemmon Survey          |
| 671181 | 2014 HC35                | 21 agosto 2006    | Spacewatch                   |
| 671182 | 2014 HE37                | 8 settembre 2011  | Pan-STARRS                   |
| 671183 | 2014 HG39                | 24 aprile 2014    | Mount Lemmon Survey          |
| 671184 | 2014 HC41                | 20 aprile 2007    | B. Christophe                |
| 671185 | 2014 HR41                | 22 settembre 2011 | Spacewatch                   |
| 671186 | 2014 HF42                | 5 aprile 2014     | Pan-STARRS                   |
| 671187 | 2014 HG44                | 19 ottobre 2011   | Mount Lemmon Survey          |
| 671188 | 2014 HT44                | 24 aprile 2014    | Pan-STARRS                   |
| 671189 | 2014 HM45                | 25 marzo 2014     | Mount Lemmon Survey          |
| 671190 | 2014 HJ46                | 23 aprile 2014    | Mount Lemmon Survey          |
| 671191 | 2014 HP46                | 19 maggio 2009    | P. Kocher                    |
| 671192 | 2014 HR46                | 30 ottobre 2007   | CSS                          |
| 671193 | 2014 HR49                | 20 ottobre 2011   | Mount Lemmon Survey          |
| 671194 | 2014 HS68                | 5 aprile 2014     | Pan-STARRS                   |
| 671195 | 2014 HZ73                | 10 dicembre 2012  | Pan-STARRS                   |
| 671196 | 2014 HC76                | 23 aprile 2014    | CTIO-DECam                   |
| 671197 | 2014 HX81                | 20 aprile 2014    | Mount Lemmon Survey          |
| 671198 | 2014 HG87                | 23 aprile 2014    | CTIO-DECam                   |
| 671199 | 2014 HU87                | 25 marzo 2014     | Spacewatch                   |
| 671200 | 2014 HN91                | 23 aprile 2014    | CTIO-DECam                   |

## 671201–671300
| Nome                  | Designazione provvisoria | Data di scoperta  | Scopritore                          |
| --------------------- | ------------------------ | ----------------- | ----------------------------------- |
| 671201                | 2014 HB92                | 20 aprile 2014    | Mount Lemmon Survey                 |
| 671202                | 2014 HF93                | 23 aprile 2014    | CTIO-DECam                          |
| 671203                | 2014 HV98                | 21 aprile 2009    | W. Bickel                           |
| 671204                | 2014 HP99                | 23 aprile 2014    | CTIO-DECam                          |
| 671205                | 2014 HB103               | 23 aprile 2014    | CTIO-DECam                          |
| 671206                | 2014 HF111               | 23 aprile 2014    | CTIO-DECam                          |
| 671207                | 2014 HX114               | 24 aprile 2014    | Mount Lemmon Survey                 |
| 671208                | 2014 HF115               | 16 febbraio 2010  | Spacewatch                          |
| 671209                | 2014 HX115               | 23 aprile 2014    | CTIO-DECam                          |
| 671210                | 2014 HE116               | 23 aprile 2014    | CTIO-DECam                          |
| 671211                | 2014 HB118               | 27 ottobre 2011   | Mount Lemmon Survey                 |
| 671212                | 2014 HF123               | 5 aprile 2014     | Pan-STARRS                          |
| 671213                | 2014 HG128               | 5 aprile 2014     | Pan-STARRS                          |
| 671214                | 2014 HQ128               | 4 aprile 2014     | Pan-STARRS                          |
| 671215                | 2014 HY129               | 23 aprile 2014    | CTIO-DECam                          |
| 671216                | 2014 HY130               | 31 marzo 2014     | Spacewatch                          |
| 671217                | 2014 HK132               | 18 aprile 2007    | Spacewatch                          |
| 671218                | 2014 HH134               | 9 settembre 2007  | Mount Lemmon Survey                 |
| 671219                | 2014 HQ138               | 21 settembre 2011 | Spacewatch                          |
| 671220                | 2014 HC140               | 5 aprile 2014     | Pan-STARRS                          |
| 671221                | 2014 HV140               | 26 ottobre 2011   | Pan-STARRS                          |
| 671222                | 2014 HV146               | 23 novembre 2003  | Spacewatch                          |
| 671223                | 2014 HD148               | 20 settembre 2011 | Spacewatch                          |
| 671224                | 2014 HB149               | 29 agosto 2011    | Osservatorio astronomico di Maiorca |
| 671225                | 2014 HJ153               | 30 ottobre 2011   | Mount Lemmon Survey                 |
| 671226                | 2014 HL159               | 24 aprile 2014    | Mount Lemmon Survey                 |
| 671227                | 2014 HL160               | 20 ottobre 2012   | Pan-STARRS                          |
| 671228                | 2014 HH162               | 25 aprile 2014    | Mount Lemmon Survey                 |
| 671229                | 2014 HB163               | 24 aprile 2014    | Mount Lemmon Survey                 |
| 671230                | 2014 HC164               | 28 aprile 2014    | Pan-STARRS                          |
| 671231                | 2014 HK167               | 1 aprile 2003     | SDSS Collaboration                  |
| 671232                | 2014 HK168               | 25 aprile 2014    | Mount Lemmon Survey                 |
| 671233                | 2014 HW169               | 19 settembre 1998 | SDSS Collaboration                  |
| 671234                | 2014 HY169               | 24 marzo 2014     | Pan-STARRS                          |
| 671235                | 2014 HD171               | 30 dicembre 1999  | C. Veillet                          |
| 671236                | 2014 HZ174               | 29 aprile 2014    | Pan-STARRS                          |
| 671237                | 2014 HA175               | 10 gennaio 2013   | Pan-STARRS                          |
| 671238                | 2014 HM175               | 7 febbraio 2008   | Mount Lemmon Survey                 |
| 671239                | 2014 HF179               | 24 aprile 2014    | Spacewatch                          |
| 671240                | 2014 HO180               | 3 maggio 2009     | Alianza S4 Obs.                     |
| 671241                | 2014 HA181               | 6 marzo 2008      | Mount Lemmon Survey                 |
| 671242                | 2014 HM182               | 4 aprile 2014     | Mount Lemmon Survey                 |
| 671243                | 2014 HR184               | 2 maggio 2014     | ESA OGS                             |
| 671244                | 2014 HK186               | 29 aprile 2014    | Pan-STARRS                          |
| 671245                | 2014 HW186               | 3 maggio 2014     | Mount Lemmon Survey                 |
| 671246                | 2014 HD187               | 30 aprile 2014    | Pan-STARRS                          |
| 671247                | 2014 HU189               | 11 giugno 2004    | Spacewatch                          |
| 671248                | 2014 HP191               | 11 maggio 2005    | NEAT                                |
| 671249                | 2014 HR194               | 4 gennaio 2013    | CTIO-DECam                          |
| 671250                | 2014 HO195               | 28 marzo 2014     | Pan-STARRS                          |
| 671251                | 2014 HB204               | 30 aprile 2014    | Pan-STARRS                          |
| 671252                | 2014 HD206               | 1 ottobre 2010    | Mount Lemmon Survey                 |
| 671253                | 2014 HV207               | 30 aprile 2014    | Pan-STARRS                          |
| 671254                | 2014 HD208               | 1 ottobre 2010    | Mount Lemmon Survey                 |
| 671255                | 2014 HE212               | 30 aprile 2014    | Pan-STARRS                          |
| 671256                | 2014 HB213               | 30 aprile 2014    | Pan-STARRS                          |
| 671257                | 2014 HF214               | 30 aprile 2014    | Pan-STARRS                          |
| 671258                | 2014 HL216               | 30 aprile 2014    | Pan-STARRS                          |
| 671259                | 2014 HB222               | 23 aprile 2014    | Mount Lemmon Survey                 |
| 671260                | 2014 HP222               | 28 aprile 2014    | Pan-STARRS                          |
| 671261                | 2014 HM223               | 29 aprile 2014    | Pan-STARRS                          |
| 671262                | 2014 HU227               | 30 aprile 2014    | Pan-STARRS                          |
| 671263                | 2014 HC237               | 29 aprile 2014    | Pan-STARRS                          |
| 671264                | 2014 HL256               | 18 novembre 2015  | Pan-STARRS                          |
| 671265                | 2014 HC257               | 24 ottobre 2011   | Pan-STARRS                          |
| 671266                | 2014 HX288               | 14 novembre 2015  | Mount Lemmon Survey                 |
| 671267                | 2014 HU293               | 29 aprile 2014    | CTIO-DECam                          |
| 671268                | 2014 HJ296               | 27 ottobre 2016   | Pan-STARRS                          |
| 671269                | 2014 HK297               | 10 ottobre 2015   | Pan-STARRS                          |
| 671270                | 2014 HU307               | 24 aprile 2014    | CTIO-DECam                          |
| 671271 Richardadsouza | 2014 HJ308               | 24 novembre 2012  | R. P. Boyle, K. Černis              |
| 671272                | 2014 JC                  | 30 dicembre 2010  | S. Matičič                          |
| 671273                | 2014 JE1                 | 5 aprile 2014     | Pan-STARRS                          |
| 671274                | 2014 JX1                 | 8 marzo 2014      | Mount Lemmon Survey                 |
| 671275                | 2014 JH2                 | 2 maggio 2014     | Mount Lemmon Survey                 |
| 671276                | 2014 JR3                 | 1 maggio 2014     | Mount Lemmon Survey                 |
| 671277                | 2014 JB5                 | 18 ottobre 2012   | Pan-STARRS                          |
| 671278                | 2014 JS5                 | 18 novembre 2011  | Mount Lemmon Survey                 |
| 671279                | 2014 JL8                 | 28 febbraio 2014  | Pan-STARRS                          |
| 671280                | 2014 JY9                 | 3 maggio 2014     | Mount Lemmon Survey                 |
| 671281                | 2014 JH10                | 3 aprile 2014     | PMO NEO                             |
| 671282                | 2014 JT12                | 25 aprile 2014    | Mount Lemmon Survey                 |
| 671283                | 2014 JZ12                | 5 luglio 2011     | Pan-STARRS                          |
| 671284                | 2014 JX13                | 24 gennaio 2007   | Mount Lemmon Survey                 |
| 671285                | 2014 JA15                | 30 aprile 2014    | Pan-STARRS                          |
| 671286                | 2014 JR15                | 8 novembre 2010   | P. Forshay, M. Micheli              |
| 671287                | 2014 JA16                | 23 marzo 2014     | Spacewatch                          |
| 671288                | 2014 JS20                | 30 aprile 2006    | Spacewatch                          |
| 671289                | 2014 JX20                | 29 aprile 2014    | Spacewatch                          |
| 671290                | 2014 JG21                | 22 novembre 2012  | Spacewatch                          |
| 671291                | 2014 JZ21                | 28 febbraio 2014  | Pan-STARRS                          |
| 671292                | 2014 JC25                | 6 maggio 2014     | Mount Lemmon Survey                 |
| 671293                | 2014 JJ25                | 24 aprile 2014    | Pan-STARRS                          |
| (671293) 2014 JO25    | 2014 JO25                | 24 aprile 2014    | Mount Lemmon                        |
| 671295                | 2014 JW25                | 22 ottobre 2008   | Spacewatch                          |
| 671296                | 2014 JX26                | 4 maggio 2014     | Pan-STARRS                          |
| 671297                | 2014 JD29                | 28 settembre 2003 | SDSS Collaboration                  |
| 671298                | 2014 JO34                | 13 febbraio 2008  | Spacewatch                          |
| 671299                | 2014 JY38                | 2 maggio 2014     | Spacewatch                          |
| 671300                | 2014 JZ38                | 4 maggio 2014     | Pan-STARRS                          |

## 671301–671400
| Nome   | Designazione provvisoria | Data di scoperta  | Scopritore                    |
| ------ | ------------------------ | ----------------- | ----------------------------- |
| 671301 | 2014 JG41                | 8 settembre 2004  | J. C. Barentine               |
| 671302 | 2014 JY42                | 5 maggio 2014     | Pan-STARRS                    |
| 671303 | 2014 JH43                | 14 settembre 2007 | CSS                           |
| 671304 | 2014 JY44                | 5 aprile 2014     | Pan-STARRS                    |
| 671305 | 2014 JL46                | 10 ottobre 2002   | NEAT                          |
| 671306 | 2014 JB48                | 6 maggio 2014     | Pan-STARRS                    |
| 671307 | 2014 JF48                | 28 febbraio 2008  | Spacewatch                    |
| 671308 | 2014 JK51                | 26 settembre 2003 | SDSS Collaboration            |
| 671309 | 2014 JM52                | 1 giugno 2003     | Spacewatch                    |
| 671310 | 2014 JJ54                | 6 settembre 2012  | Pan-STARRS                    |
| 671311 | 2014 JP54                | 19 giugno 2009    | Mount Lemmon Survey           |
| 671312 | 2014 JZ55                | 7 aprile 2014     | Mount Lemmon Survey           |
| 671313 | 2014 JJ56                | 6 maggio 2014     | Pan-STARRS                    |
| 671314 | 2014 JL56                | 3 dicembre 2010   | Spacewatch                    |
| 671315 | 2014 JP56                | 12 aprile 2011    | Mount Lemmon Survey           |
| 671316 | 2014 JA57                | 5 dicembre 2010   | Mount Lemmon Survey           |
| 671317 | 2014 JW58                | 4 maggio 2014     | Pan-STARRS                    |
| 671318 | 2014 JM61                | 28 marzo 2014     | Mount Lemmon Survey           |
| 671319 | 2014 JO62                | 24 aprile 2014    | Spacewatch                    |
| 671320 | 2014 JG63                | 8 maggio 2014     | Pan-STARRS                    |
| 671321 | 2014 JQ63                | 28 aprile 2003    | SDSS Collaboration            |
| 671322 | 2014 JJ67                | 14 dicembre 2003  | Spacewatch                    |
| 671323 | 2014 JA72                | 6 giugno 2005     | Spacewatch                    |
| 671324 | 2014 JS72                | 30 aprile 2014    | Pan-STARRS                    |
| 671325 | 2014 JJ73                | 8 maggio 2014     | Pan-STARRS                    |
| 671326 | 2014 JP73                | 30 aprile 2014    | Pan-STARRS                    |
| 671327 | 2014 JN75                | 12 agosto 2010    | Spacewatch                    |
| 671328 | 2014 JR75                | 30 aprile 2014    | Pan-STARRS                    |
| 671329 | 2014 JP76                | 8 maggio 2014     | Pan-STARRS                    |
| 671330 | 2014 JD79                | 15 settembre 2003 | NEAT                          |
| 671331 | 2014 JZ79                | 29 settembre 2011 | Spacewatch                    |
| 671332 | 2014 JQ82                | 4 maggio 2014     | Pan-STARRS                    |
| 671333 | 2014 JX83                | 29 settembre 2003 | LONEOS                        |
| 671334 | 2014 JO84                | 10 maggio 2014    | Pan-STARRS                    |
| 671335 | 2014 JH85                | 12 maggio 2007    | Mount Lemmon Survey           |
| 671336 | 2014 JR85                | 6 maggio 2014     | Pan-STARRS                    |
| 671337 | 2014 JT85                | 6 maggio 2014     | Pan-STARRS                    |
| 671338 | 2014 JW85                | 13 aprile 2013    | Pan-STARRS                    |
| 671339 | 2014 JY89                | 6 maggio 2014     | Pan-STARRS                    |
| 671340 | 2014 JC90                | 8 maggio 2014     | Pan-STARRS                    |
| 671341 | 2014 JH92                | 5 maggio 2014     | Pan-STARRS                    |
| 671342 | 2014 JV100               | 7 maggio 2014     | Pan-STARRS                    |
| 671343 | 2014 JW102               | 6 maggio 2014     | Pan-STARRS                    |
| 671344 | 2014 JE105               | 6 maggio 2014     | Pan-STARRS                    |
| 671345 | 2014 JH105               | 4 maggio 2014     | Pan-STARRS                    |
| 671346 | 2014 JO106               | 13 marzo 2007     | Mount Lemmon Survey           |
| 671347 | 2014 JV106               | 8 maggio 2014     | Pan-STARRS                    |
| 671348 | 2014 JM107               | 8 maggio 2014     | Pan-STARRS                    |
| 671349 | 2014 JA108               | 7 maggio 2014     | Pan-STARRS                    |
| 671350 | 2014 JO108               | 8 maggio 2014     | Pan-STARRS                    |
| 671351 | 2014 JT108               | 27 ottobre 2005   | Mount Lemmon Survey           |
| 671352 | 2014 JR111               | 2 maggio 2014     | Mount Lemmon Survey           |
| 671353 | 2014 JA119               | 6 maggio 2014     | Pan-STARRS                    |
| 671354 | 2014 JY124               | 6 maggio 2014     | Mount Lemmon Survey           |
| 671355 | 2014 JG127               | 7 maggio 2014     | Pan-STARRS                    |
| 671356 | 2014 JK127               | 5 maggio 2014     | Mount Lemmon Survey           |
| 671357 | 2014 KT2                 | 26 settembre 2006 | CSS                           |
| 671358 | 2014 KE4                 | 20 maggio 2014    | Pan-STARRS                    |
| 671359 | 2014 KA7                 | 30 agosto 2005    | Spacewatch                    |
| 671360 | 2014 KM7                 | 25 settembre 2008 | Spacewatch                    |
| 671361 | 2014 KJ8                 | 19 marzo 2009     | Mount Lemmon Survey           |
| 671362 | 2014 KH13                | 21 maggio 2014    | Pan-STARRS                    |
| 671363 | 2014 KY14                | 30 aprile 2014    | Pan-STARRS                    |
| 671364 | 2014 KW15                | 4 maggio 2014     | Mount Lemmon Survey           |
| 671365 | 2014 KD16                | 24 maggio 2001    | J. L. Elliot, L. H. Wasserman |
| 671366 | 2014 KY20                | 8 maggio 2014     | Mount Lemmon Survey           |
| 671367 | 2014 KM21                | 4 maggio 2014     | Mount Lemmon Survey           |
| 671368 | 2014 KS25                | 14 aprile 2008    | Mount Lemmon Survey           |
| 671369 | 2014 KA29                | 4 maggio 2014     | Mount Lemmon Survey           |
| 671370 | 2014 KZ29                | 4 maggio 2014     | Pan-STARRS                    |
| 671371 | 2014 KR30                | 21 maggio 2007    | Spacewatch                    |
| 671372 | 2014 KA31                | 25 agosto 2011    | K. Sárneczky                  |
| 671373 | 2014 KC31                | 4 maggio 2014     | Pan-STARRS                    |
| 671374 | 2014 KJ31                | 2 maggio 2014     | Spacewatch                    |
| 671375 | 2014 KO33                | 4 maggio 2014     | Mount Lemmon Survey           |
| 671376 | 2014 KL34                | 30 agosto 2011    | Pan-STARRS                    |
| 671377 | 2014 KP34                | 1 agosto 2001     | NEAT                          |
| 671378 | 2014 KJ37                | 21 dicembre 2012  | Mount Lemmon Survey           |
| 671379 | 2014 KK38                | 22 aprile 2009    | Spacewatch                    |
| 671380 | 2014 KW38                | 10 maggio 2014    | Pan-STARRS                    |
| 671381 | 2014 KA39                | 27 ottobre 2008   | Mount Lemmon Survey           |
| 671382 | 2014 KC40                | 23 maggio 2014    | Pan-STARRS                    |
| 671383 | 2014 KH44                | 13 febbraio 2004  | Spacewatch                    |
| 671384 | 2014 KX44                | 28 aprile 2014    | Pan-STARRS                    |
| 671385 | 2014 KM45                | 22 settembre 2012 | Mount Lemmon Survey           |
| 671386 | 2014 KL47                | 24 agosto 2011    | Pan-STARRS                    |
| 671387 | 2014 KT48                | 13 dicembre 2006  | Mount Lemmon Survey           |
| 671388 | 2014 KE49                | 25 aprile 2014    | Mount Lemmon Survey           |
| 671389 | 2014 KN50                | 4 maggio 2014     | Pan-STARRS                    |
| 671390 | 2014 KT50                | 28 maggio 2014    | Mount Lemmon Survey           |
| 671391 | 2014 KD52                | 7 maggio 2014     | Pan-STARRS                    |
| 671392 | 2014 KN52                | 22 maggio 2014    | Mount Lemmon Survey           |
| 671393 | 2014 KU53                | 22 maggio 2014    | Mount Lemmon Survey           |
| 671394 | 2014 KF54                | 23 dicembre 2012  | Pan-STARRS                    |
| 671395 | 2014 KG57                | 24 maggio 2014    | Mount Lemmon Survey           |
| 671396 | 2014 KT57                | 26 ottobre 2011   | Pan-STARRS                    |
| 671397 | 2014 KW58                | 30 giugno 2005    | NEAT                          |
| 671398 | 2014 KB59                | 6 maggio 2014     | Pan-STARRS                    |
| 671399 | 2014 KW60                | 11 ottobre 2007   | Spacewatch                    |
| 671400 | 2014 KN64                | 1 ottobre 2010    | Mount Lemmon Survey           |

## 671401–671500
| Nome   | Designazione provvisoria | Data di scoperta  | Scopritore                      |
| ------ | ------------------------ | ----------------- | ------------------------------- |
| 671401 | 2014 KO64                | 17 ottobre 2010   | Mount Lemmon Survey             |
| 671402 | 2014 KY67                | 14 febbraio 2010  | Mount Lemmon Survey             |
| 671403 | 2014 KC69                | 23 maggio 2014    | Pan-STARRS                      |
| 671404 | 2014 KA70                | 23 maggio 2014    | Pan-STARRS                      |
| 671405 | 2014 KV72                | 7 maggio 2014     | Pan-STARRS                      |
| 671406 | 2014 KT74                | 25 novembre 2011  | L. Bernasconi                   |
| 671407 | 2014 KF75                | 28 ottobre 2008   | Mount Lemmon Survey             |
| 671408 | 2014 KR75                | 18 ottobre 2011   | Mount Lemmon Survey             |
| 671409 | 2014 KN77                | 15 gennaio 2004   | Spacewatch                      |
| 671410 | 2014 KW78                | 30 aprile 2014    | Pan-STARRS                      |
| 671411 | 2014 KF79                | 10 maggio 2014    | Pan-STARRS                      |
| 671412 | 2014 KG79                | 27 maggio 2014    | Mount Lemmon Survey             |
| 671413 | 2014 KY82                | 21 maggio 2014    | Pan-STARRS                      |
| 671414 | 2014 KG86                | 24 maggio 2014    | Pan-STARRS                      |
| 671415 | 2014 KB89                | 10 maggio 2014    | Mount Lemmon Survey             |
| 671416 | 2014 KR89                | 27 agosto 2006    | LONEOS                          |
| 671417 | 2014 KZ90                | 12 ottobre 2007   | Mount Lemmon Survey             |
| 671418 | 2014 KX91                | 5 aprile 2014     | Pan-STARRS                      |
| 671419 | 2014 KF92                | 25 febbraio 2007  | Mount Lemmon Survey             |
| 671420 | 2014 KG95                | 30 aprile 2014    | Pan-STARRS                      |
| 671421 | 2014 KK95                | 27 agosto 2005    | NEAT                            |
| 671422 | 2014 KN95                | 25 dicembre 2005  | Spacewatch                      |
| 671423 | 2014 KU97                | 26 maggio 2014    | Pan-STARRS                      |
| 671424 | 2014 KC100               | 10 maggio 2014    | Pan-STARRS                      |
| 671425 | 2014 KU105               | 31 maggio 2014    | Pan-STARRS                      |
| 671426 | 2014 KM106               | 7 maggio 2014     | Pan-STARRS                      |
| 671427 | 2014 KS106               | 13 ottobre 2010   | Mount Lemmon Survey             |
| 671428 | 2014 KV106               | 21 maggio 2014    | Spacewatch                      |
| 671429 | 2014 KP107               | 21 maggio 2014    | Pan-STARRS                      |
| 671430 | 2014 KS107               | 9 agosto 2010     | Spacewatch                      |
| 671431 | 2014 KO108               | 6 ottobre 2011    | L. Bernasconi                   |
| 671432 | 2014 KC110               | 14 febbraio 2013  | Spacewatch                      |
| 671433 | 2014 KS111               | 26 maggio 2014    | Pan-STARRS                      |
| 671434 | 2014 KX111               | 27 maggio 2014    | Pan-STARRS                      |
| 671435 | 2014 KC112               | 28 maggio 2014    | Pan-STARRS                      |
| 671436 | 2014 KM113               | 21 agosto 2015    | Pan-STARRS                      |
| 671437 | 2014 KV113               | 28 giugno 2015    | Pan-STARRS                      |
| 671438 | 2014 KO114               | 15 marzo 2010     | CSS                             |
| 671439 | 2014 KF115               | 28 maggio 2014    | Pan-STARRS                      |
| 671440 | 2014 KP117               | 9 ottobre 2016    | Pan-STARRS                      |
| 671441 | 2014 KR117               | 15 novembre 2011  | Mount Lemmon Survey             |
| 671442 | 2014 KT117               | 28 maggio 2014    | Pan-STARRS                      |
| 671443 | 2014 KD119               | 26 maggio 2014    | Pan-STARRS                      |
| 671444 | 2014 KU125               | 26 maggio 2014    | Pan-STARRS                      |
| 671445 | 2014 KH127               | 17 maggio 2014    | Pan-STARRS                      |
| 671446 | 2014 KC129               | 27 maggio 2014    | Pan-STARRS                      |
| 671447 | 2014 KW129               | 27 maggio 2014    | Pan-STARRS                      |
| 671448 | 2014 KP141               | 23 maggio 2014    | Pan-STARRS                      |
| 671449 | 2014 LD2                 | 2 giugno 2014     | Mount Lemmon Survey             |
| 671450 | 2014 LC7                 | 18 gennaio 2008   | Mount Lemmon Survey             |
| 671451 | 2014 LG7                 | 7 maggio 2014     | Pan-STARRS                      |
| 671452 | 2014 LH7                 | 21 maggio 2014    | Mount Lemmon Survey             |
| 671453 | 2014 LQ8                 | 7 maggio 2014     | Pan-STARRS                      |
| 671454 | 2014 LS9                 | 3 giugno 2014     | Mount Lemmon Survey             |
| 671455 | 2014 LB12                | 25 maggio 2014    | Pan-STARRS                      |
| 671456 | 2014 LZ13                | 4 maggio 2014     | Mount Lemmon Survey             |
| 671457 | 2014 LH17                | 1 giugno 2014     | Pan-STARRS                      |
| 671458 | 2014 LR17                | 7 maggio 2014     | Pan-STARRS                      |
| 671459 | 2014 LZ19                | 1 febbraio 2013   | Spacewatch                      |
| 671460 | 2014 LB20                | 1 aprile 2003     | SDSS Collaboration              |
| 671461 | 2014 LC20                | 26 luglio 2001    | NEAT                            |
| 671462 | 2014 LU20                | 16 gennaio 2004   | NEAT                            |
| 671463 | 2014 LY23                | 10 aprile 2014    | Pan-STARRS                      |
| 671464 | 2014 LQ24                | 4 novembre 2004   | Spacewatch                      |
| 671465 | 2014 LR24                | 26 maggio 2014    | Pan-STARRS                      |
| 671466 | 2014 LS25                | 9 giugno 2014     | Mount Lemmon Survey             |
| 671467 | 2014 LO28                | 1 giugno 2014     | Pan-STARRS                      |
| 671468 | 2014 LQ28                | 15 settembre 2010 | Pan-STARRS                      |
| 671469 | 2014 LF29                | 25 agosto 2003    | NEAT                            |
| 671470 | 2014 LN30                | 5 giugno 2014     | Pan-STARRS                      |
| 671471 | 2014 LP30                | 23 luglio 2003    | NEAT                            |
| 671472 | 2014 LV32                | 4 settembre 2007  | Mount Lemmon Survey             |
| 671473 | 2014 LK37                | 4 giugno 2014     | Pan-STARRS                      |
| 671474 | 2014 LU37                | 2 giugno 2014     | Pan-STARRS                      |
| 671475 | 2014 LC39                | 5 giugno 2014     | Pan-STARRS                      |
| 671476 | 2014 ML                  | 15 settembre 2009 | Mount Lemmon Survey             |
| 671477 | 2014 MF1                 | 13 dicembre 2001  | C. Barbieri                     |
| 671478 | 2014 MH4                 | 20 giugno 2014    | Spacewatch                      |
| 671479 | 2014 MG10                | 6 maggio 2014     | Pan-STARRS                      |
| 671480 | 2014 MT10                | 1 settembre 2005  | NEAT                            |
| 671481 | 2014 MP11                | 17 gennaio 2013   | Pan-STARRS                      |
| 671482 | 2014 MM12                | 5 marzo 2013      | Pan-STARRS                      |
| 671483 | 2014 MK13                | 21 giugno 2014    | Pan-STARRS                      |
| 671484 | 2014 MA16                | 6 novembre 2010   | Spacewatch                      |
| 671485 | 2014 MQ16                | 4 gennaio 2012    | Spacewatch                      |
| 671486 | 2014 MK17                | 23 giugno 2014    | Mount Lemmon Survey             |
| 671487 | 2014 MG21                | 4 giugno 2014     | Pan-STARRS                      |
| 671488 | 2014 MN23                | 30 settembre 2006 | Mount Lemmon Survey             |
| 671489 | 2014 MQ23                | 13 ottobre 2010   | Mount Lemmon Survey             |
| 671490 | 2014 MR23                | 21 maggio 2014    | Pan-STARRS                      |
| 671491 | 2014 MM24                | 20 giugno 2014    | Pan-STARRS                      |
| 671492 | 2014 MW24                | 25 giugno 2014    | Mount Lemmon Survey             |
| 671493 | 2014 ML25                | 3 maggio 2008     | Mount Lemmon Survey             |
| 671494 | 2014 MO26                | 27 giugno 2014    | Pan-STARRS                      |
| 671495 | 2014 MD28                | 18 gennaio 2012   | Spacewatch                      |
| 671496 | 2014 MW28                | 24 ottobre 2003   | L. H. Wasserman, D. E. Trilling |
| 671497 | 2014 MB29                | 30 settembre 2006 | Mount Lemmon Survey             |
| 671498 | 2014 MJ30                | 21 maggio 2014    | Pan-STARRS                      |
| 671499 | 2014 MJ34                | 7 maggio 2014     | Pan-STARRS                      |
| 671500 | 2014 MT36                | 26 giugno 2014    | Pan-STARRS                      |

## 671501–671600
| Nome   | Designazione provvisoria | Data di scoperta  | Scopritore                          |
| ------ | ------------------------ | ----------------- | ----------------------------------- |
| 671501 | 2014 ME39                | 5 marzo 2013      | Mount Lemmon Survey                 |
| 671502 | 2014 MM39                | 2 giugno 2002     | Spacewatch                          |
| 671503 | 2014 MN39                | 27 giugno 2014    | Pan-STARRS                          |
| 671504 | 2014 MY39                | 30 aprile 2013    | PTF                                 |
| 671505 | 2014 MA41                | 5 aprile 2003     | Spacewatch                          |
| 671506 | 2014 MO42                | 17 gennaio 2013   | Mount Lemmon Survey                 |
| 671507 | 2014 ML44                | 8 maggio 2014     | Pan-STARRS                          |
| 671508 | 2014 MM44                | 8 maggio 2014     | Pan-STARRS                          |
| 671509 | 2014 MX44                | 22 febbraio 2007  | Spacewatch                          |
| 671510 | 2014 MK45                | 27 giugno 2014    | Pan-STARRS                          |
| 671511 | 2014 MK48                | 27 gennaio 2007   | Mount Lemmon Survey                 |
| 671512 | 2014 MH52                | 5 giugno 2014     | Pan-STARRS                          |
| 671513 | 2014 MK52                | 12 aprile 2013    | Pan-STARRS                          |
| 671514 | 2014 MP53                | 31 maggio 2014    | Pan-STARRS                          |
| 671515 | 2014 MB54                | 13 novembre 2010  | Mount Lemmon Survey                 |
| 671516 | 2014 MD54                | 10 marzo 2007     | Mount Lemmon Survey                 |
| 671517 | 2014 MQ54                | 30 giugno 2014    | Pan-STARRS                          |
| 671518 | 2014 MS55                | 29 marzo 2008     | Spacewatch                          |
| 671519 | 2014 MZ57                | 2 dicembre 2010   | Mount Lemmon Survey                 |
| 671520 | 2014 MD60                | 17 settembre 2003 | Spacewatch                          |
| 671521 | 2014 MD63                | 28 settembre 2003 | Spacewatch                          |
| 671522 | 2014 MN64                | 5 giugno 2014     | Pan-STARRS                          |
| 671523 | 2014 MJ65                | 14 marzo 2013     | M. Schwartz, P. R. Holvorcem        |
| 671524 | 2014 MQ66                | 6 marzo 2013      | Pan-STARRS                          |
| 671525 | 2014 MZ68                | 2 gennaio 2012    | Spacewatch                          |
| 671526 | 2014 MM69                | 17 agosto 2009    | CSS                                 |
| 671527 | 2014 MQ69                | 15 aprile 2010    | WISE                                |
| 671528 | 2014 MP70                | 26 giugno 2014    | Mount Lemmon Survey                 |
| 671529 | 2014 MU71                | 20 giugno 2014    | Pan-STARRS                          |
| 671530 | 2014 MK72                | 1 gennaio 2008    | Mount Lemmon Survey                 |
| 671531 | 2014 MJ73                | 30 giugno 2014    | Pan-STARRS                          |
| 671532 | 2014 MK73                | 30 giugno 2014    | Pan-STARRS                          |
| 671533 | 2014 MP77                | 5 marzo 2013      | Pan-STARRS                          |
| 671534 | 2014 MB78                | 30 aprile 2009    | Spacewatch                          |
| 671535 | 2014 MQ78                | 27 giugno 2014    | Pan-STARRS                          |
| 671536 | 2014 MZ78                | 6 settembre 2016  | Pan-STARRS                          |
| 671537 | 2014 MD79                | 25 ottobre 2016   | Pan-STARRS                          |
| 671538 | 2014 MK80                | 28 giugno 2014    | Pan-STARRS                          |
| 671539 | 2014 MR80                | 29 giugno 2014    | Pan-STARRS                          |
| 671540 | 2014 MO82                | 18 giugno 2014    | Pan-STARRS                          |
| 671541 | 2014 MD83                | 6 novembre 2016   | M. Altmann, T. Prusti               |
| 671542 | 2014 MM83                | 27 giugno 2014    | Pan-STARRS                          |
| 671543 | 2014 MN84                | 30 giugno 2014    | Pan-STARRS                          |
| 671544 | 2014 MS84                | 20 giugno 2014    | Pan-STARRS                          |
| 671545 | 2014 MN85                | 31 gennaio 2017   | Pan-STARRS                          |
| 671546 | 2014 MU85                | 3 gennaio 2017    | Pan-STARRS                          |
| 671547 | 2014 MJ86                | 24 giugno 2014    | Pan-STARRS                          |
| 671548 | 2014 MD88                | 29 giugno 2014    | Mount Lemmon Survey                 |
| 671549 | 2014 MG89                | 22 giugno 2014    | Pan-STARRS                          |
| 671550 | 2014 MC91                | 24 giugno 2014    | Pan-STARRS                          |
| 671551 | 2014 MB99                | 27 giugno 2014    | Pan-STARRS                          |
| 671552 | 2014 ML100               | 21 giugno 2014    | Pan-STARRS                          |
| 671553 | 2014 NH1                 | 28 settembre 2011 | Mount Lemmon Survey                 |
| 671554 | 2014 NF9                 | 16 febbraio 2013  | CSS                                 |
| 671555 | 2014 NF11                | 4 giugno 2014     | Pan-STARRS                          |
| 671556 | 2014 NE12                | 4 giugno 2014     | Pan-STARRS                          |
| 671557 | 2014 NH13                | 1 luglio 2014     | Pan-STARRS                          |
| 671558 | 2014 NX13                | 25 maggio 2014    | Pan-STARRS                          |
| 671559 | 2014 NA18                | 26 maggio 2014    | Pan-STARRS                          |
| 671560 | 2014 NK19                | 2 luglio 2014     | Mount Lemmon Survey                 |
| 671561 | 2014 NS21                | 24 giugno 2014    | Pan-STARRS                          |
| 671562 | 2014 NQ23                | 7 maggio 2014     | Pan-STARRS                          |
| 671563 | 2014 NE24                | 26 febbraio 2007  | Mount Lemmon Survey                 |
| 671564 | 2014 NN24                | 2 giugno 2014     | Pan-STARRS                          |
| 671565 | 2014 NX27                | 8 febbraio 2013   | Pan-STARRS                          |
| 671566 | 2014 NQ29                | 10 dicembre 2005  | Spacewatch                          |
| 671567 | 2014 NV29                | 20 agosto 2009    | Spacewatch                          |
| 671568 | 2014 NR32                | 2 luglio 2014     | Pan-STARRS                          |
| 671569 | 2014 NW33                | 6 febbraio 2013   | Spacewatch                          |
| 671570 | 2014 NO34                | 11 maggio 2013    | Mount Lemmon Survey                 |
| 671571 | 2014 NH37                | 2 luglio 2014     | Pan-STARRS                          |
| 671572 | 2014 NU42                | 9 dicembre 2009   | Osservatorio astronomico di Maiorca |
| 671573 | 2014 NL43                | 4 maggio 2013     | Pan-STARRS                          |
| 671574 | 2014 NX43                | 3 luglio 2014     | Pan-STARRS                          |
| 671575 | 2014 NV45                | 29 giugno 2014    | Pan-STARRS                          |
| 671576 | 2014 NS46                | 2 luglio 2014     | Mount Lemmon Survey                 |
| 671577 | 2014 ND47                | 24 settembre 2009 | Mount Lemmon Survey                 |
| 671578 | 2014 NL49                | 16 aprile 2013    | Pan-STARRS                          |
| 671579 | 2014 NQ50                | 26 giugno 2014    | Pan-STARRS                          |
| 671580 | 2014 NO51                | 15 maggio 2008    | Mount Lemmon Survey                 |
| 671581 | 2014 NY51                | 17 giugno 2010    | Mount Lemmon Survey                 |
| 671582 | 2014 NH52                | 27 giugno 2007    | Spacewatch                          |
| 671583 | 2014 NF53                | 4 luglio 2014     | Pan-STARRS                          |
| 671584 | 2014 NK57                | 18 agosto 2003    | AMOS                                |
| 671585 | 2014 NN57                | 6 luglio 2014     | Pan-STARRS                          |
| 671586 | 2014 NB60                | 26 giugno 2014    | Pan-STARRS                          |
| 671587 | 2014 NN60                | 26 giugno 2014    | Pan-STARRS                          |
| 671588 | 2014 NA62                | 7 febbraio 2003   | NEAT                                |
| 671589 | 2014 NJ63                | 27 giugno 2014    | Pan-STARRS                          |
| 671590 | 2014 NX70                | 19 settembre 2010 | Spacewatch                          |
| 671591 | 2014 NL73                | 4 luglio 2014     | Pan-STARRS                          |
| 671592 | 2014 NR86                | 1 luglio 2014     | Pan-STARRS                          |
| 671593 | 2014 NT86                | 7 luglio 2014     | Pan-STARRS                          |
| 671594 | 2014 NZ89                | 1 luglio 2014     | Pan-STARRS                          |
| 671595 | 2014 ND90                | 4 luglio 2014     | Pan-STARRS                          |
| 671596 | 2014 OQ2                 | 8 dicembre 2012   | M. Schwartz, P. R. Holvorcem        |
| 671597 | 2014 OS2                 | 5 dicembre 2005   | Spacewatch                          |
| 671598 | 2014 OO3                 | 16 febbraio 2012  | Pan-STARRS                          |
| 671599 | 2014 OY4                 | 25 luglio 2014    | Pan-STARRS                          |
| 671600 | 2014 OT6                 | 20 aprile 2013    | PTF                                 |

## 671601–671700
| Nome   | Designazione provvisoria | Data di scoperta  | Scopritore                          |
| ------ | ------------------------ | ----------------- | ----------------------------------- |
| 671601 | 2014 OQ7                 | 21 gennaio 2012   | CSS                                 |
| 671602 | 2014 OF14                | 25 luglio 2014    | Pan-STARRS                          |
| 671603 | 2014 OE15                | 25 luglio 2014    | Pan-STARRS                          |
| 671604 | 2014 OF15                | 18 marzo 2010     | Spacewatch                          |
| 671605 | 2014 OX15                | 23 ottobre 2011   | Pan-STARRS                          |
| 671606 | 2014 OV19                | 19 gennaio 2012   | Pan-STARRS                          |
| 671607 | 2014 OH21                | 29 settembre 2010 | Mount Lemmon Survey                 |
| 671608 | 2014 OX28                | 25 luglio 2014    | Pan-STARRS                          |
| 671609 | 2014 OP29                | 25 luglio 2014    | Pan-STARRS                          |
| 671610 | 2014 OQ30                | 29 gennaio 2011   | Mount Lemmon Survey                 |
| 671611 | 2014 OP38                | 7 maggio 2014     | Pan-STARRS                          |
| 671612 | 2014 OC40                | 2 gennaio 2009    | Mount Lemmon Survey                 |
| 671613 | 2014 OV40                | 27 giugno 2014    | Pan-STARRS                          |
| 671614 | 2014 OX47                | 27 giugno 2014    | Pan-STARRS                          |
| 671615 | 2014 OD49                | 17 aprile 2013    | Pan-STARRS                          |
| 671616 | 2014 OM49                | 27 giugno 2014    | Pan-STARRS                          |
| 671617 | 2014 OZ51                | 8 dicembre 2010   | L. Elenin                           |
| 671618 | 2014 OL56                | 4 dicembre 2010   | Mount Lemmon Survey                 |
| 671619 | 2014 OG62                | 11 dicembre 2010  | Mount Lemmon Survey                 |
| 671620 | 2014 OU63                | 21 ottobre 2003   | Spacewatch                          |
| 671621 | 2014 ON64                | 12 novembre 2010  | Mount Lemmon Survey                 |
| 671622 | 2014 OO65                | 6 luglio 2014     | Pan-STARRS                          |
| 671623 | 2014 OP66                | 25 luglio 2014    | Pan-STARRS                          |
| 671624 | 2014 OJ68                | 5 gennaio 2013    | Mount Lemmon Survey                 |
| 671625 | 2014 OV69                | 15 febbraio 2013  | Pan-STARRS                          |
| 671626 | 2014 OK72                | 6 luglio 2014     | Pan-STARRS                          |
| 671627 | 2014 OV76                | 2 ottobre 2010    | Spacewatch                          |
| 671628 | 2014 OC77                | 1 dicembre 2005   | Spacewatch                          |
| 671629 | 2014 OK79                | 30 giugno 2014    | Pan-STARRS                          |
| 671630 | 2014 OS79                | 23 febbraio 2012  | Mount Lemmon Survey                 |
| 671631 | 2014 OD82                | 18 gennaio 2012   | Mount Lemmon Survey                 |
| 671632 | 2014 OR82                | 30 novembre 2003  | Spacewatch                          |
| 671633 | 2014 OT83                | 12 aprile 2013    | M. Schwartz, P. R. Holvorcem        |
| 671634 | 2014 OH84                | 5 marzo 2010      | Spacewatch                          |
| 671635 | 2014 OM84                | 20 marzo 2010     | Spacewatch                          |
| 671636 | 2014 OJ85                | 26 luglio 2014    | Pan-STARRS                          |
| 671637 | 2014 OR88                | 15 ottobre 2004   | Mount Lemmon Survey                 |
| 671638 | 2014 OS89                | 2 giugno 2014     | Pan-STARRS                          |
| 671639 | 2014 OX89                | 2 luglio 2014     | Pan-STARRS                          |
| 671640 | 2014 OD94                | 18 agosto 2009    | Spacewatch                          |
| 671641 | 2014 OJ95                | 17 marzo 2013     | Mount Lemmon Survey                 |
| 671642 | 2014 OQ95                | 26 luglio 2014    | Pan-STARRS                          |
| 671643 | 2014 OE96                | 26 luglio 2014    | Pan-STARRS                          |
| 671644 | 2014 OA99                | 26 luglio 2014    | Pan-STARRS                          |
| 671645 | 2014 OB101               | 28 agosto 2003    | NEAT                                |
| 671646 | 2014 OL101               | 26 luglio 2014    | Pan-STARRS                          |
| 671647 | 2014 OR102               | 26 luglio 2014    | Pan-STARRS                          |
| 671648 | 2014 OS106               | 15 febbraio 2010  | Spacewatch                          |
| 671649 | 2014 ON109               | 24 gennaio 2006   | LONEOS                              |
| 671650 | 2014 OH110               | 14 dicembre 2010  | Mount Lemmon Survey                 |
| 671651 | 2014 OO110               | 25 luglio 2014    | Pan-STARRS                          |
| 671652 | 2014 OV111               | 3 giugno 2014     | Pan-STARRS                          |
| 671653 | 2014 OP112               | 25 giugno 2004    | Spacewatch                          |
| 671654 | 2014 OY119               | 25 luglio 2014    | Pan-STARRS                          |
| 671655 | 2014 OL120               | 29 giugno 2014    | Pan-STARRS                          |
| 671656 | 2014 OC127               | 20 giugno 2014    | Spacewatch                          |
| 671657 | 2014 OC128               | 20 ottobre 2007   | Mount Lemmon Survey                 |
| 671658 | 2014 OM131               | 10 agosto 2010    | Osservatorio astronomico di Maiorca |
| 671659 | 2014 OY133               | 7 ottobre 2005    | Osservatorio di Mauna Kea           |
| 671660 | 2014 OB134               | 23 gennaio 2006   | Spacewatch                          |
| 671661 | 2014 OB138               | 11 aprile 2013    | Mount Lemmon Survey                 |
| 671662 | 2014 OK138               | 27 luglio 2014    | Pan-STARRS                          |
| 671663 | 2014 OY142               | 29 dicembre 2011  | Mount Lemmon Survey                 |
| 671664 | 2014 OW145               | 19 febbraio 2009  | Spacewatch                          |
| 671665 | 2014 OA147               | 27 luglio 2014    | Pan-STARRS                          |
| 671666 | 2014 OC147               | 2 luglio 2014     | Pan-STARRS                          |
| 671667 | 2014 OP148               | 25 luglio 2014    | Pan-STARRS                          |
| 671668 | 2014 OP150               | 4 febbraio 2006   | Spacewatch                          |
| 671669 | 2014 OA152               | 27 luglio 2014    | Pan-STARRS                          |
| 671670 | 2014 OM153               | 11 febbraio 2008  | Mount Lemmon Survey                 |
| 671671 | 2014 OQ153               | 28 settembre 2003 | LONEOS                              |
| 671672 | 2014 OS157               | 27 luglio 2014    | Pan-STARRS                          |
| 671673 | 2014 OF161               | 28 ottobre 2006   | Mount Lemmon Survey                 |
| 671674 | 2014 OG161               | 22 ottobre 2003   | Kitt Peak Obs.                      |
| 671675 | 2014 OC162               | 27 luglio 2014    | Pan-STARRS                          |
| 671676 | 2014 OW162               | 27 luglio 2014    | Pan-STARRS                          |
| 671677 | 2014 OW175               | 15 febbraio 2010  | Spacewatch                          |
| 671678 | 2014 OQ181               | 28 giugno 2014    | Pan-STARRS                          |
| 671679 | 2014 OQ185               | 16 febbraio 2013  | Mount Lemmon Survey                 |
| 671680 | 2014 OT185               | 8 luglio 2014     | Pan-STARRS                          |
| 671681 | 2014 OJ186               | 27 luglio 2014    | Pan-STARRS                          |
| 671682 | 2014 OG189               | 10 marzo 2005     | Mount Lemmon Survey                 |
| 671683 | 2014 OZ189               | 27 luglio 2014    | Pan-STARRS                          |
| 671684 | 2014 OH190               | 14 febbraio 2013  | Pan-STARRS                          |
| 671685 | 2014 OH192               | 27 luglio 2014    | Pan-STARRS                          |
| 671686 | 2014 ON193               | 19 ottobre 2007   | Spacewatch                          |
| 671687 | 2014 OK195               | 27 luglio 2014    | Pan-STARRS                          |
| 671688 | 2014 OR198               | 19 settembre 2003 | NEAT                                |
| 671689 | 2014 OW202               | 25 luglio 2014    | Pan-STARRS                          |
| 671690 | 2014 OV205               | 17 novembre 2011  | Spacewatch                          |
| 671691 | 2014 OM206               | 28 aprile 2008    | Mount Lemmon Survey                 |
| 671692 | 2014 OK207               | 5 gennaio 2013    | Mount Lemmon Survey                 |
| 671693 | 2014 OP207               | 13 gennaio 2013   | CSS                                 |
| 671694 | 2014 OB210               | 2 luglio 2014     | Pan-STARRS                          |
| 671695 | 2014 OE211               | 25 luglio 2014    | Pan-STARRS                          |
| 671696 | 2014 OE212               | 15 febbraio 2012  | Pan-STARRS                          |
| 671697 | 2014 OW218               | 26 novembre 2011  | Mount Lemmon Survey                 |
| 671698 | 2014 OQ219               | 26 aprile 2010    | Mount Lemmon Survey                 |
| 671699 | 2014 OR220               | 14 settembre 2007 | Mount Lemmon Survey                 |
| 671700 | 2014 OM227               | 4 maggio 2002     | NEAT                                |

## 671701–671800
| Nome   | Designazione provvisoria | Data di scoperta  | Scopritore                |
| ------ | ------------------------ | ----------------- | ------------------------- |
| 671701 | 2014 OM234               | 28 luglio 2014    | Pan-STARRS                |
| 671702 | 2014 OR238               | 2 luglio 2014     | Pan-STARRS                |
| 671703 | 2014 OG241               | 27 giugno 2014    | Pan-STARRS                |
| 671704 | 2014 OK241               | 21 giugno 2014    | Pan-STARRS                |
| 671705 | 2014 OE244               | 29 luglio 2014    | Pan-STARRS                |
| 671706 | 2014 OS251               | 30 gennaio 2011   | Mount Lemmon Survey       |
| 671707 | 2014 OL253               | 23 settembre 2008 | Mount Lemmon Survey       |
| 671708 | 2014 OS254               | 4 gennaio 2001    | AMOS                      |
| 671709 | 2014 OT254               | 6 febbraio 2006   | Spacewatch                |
| 671710 | 2014 OX255               | 27 giugno 2014    | Pan-STARRS                |
| 671711 | 2014 OS260               | 29 dicembre 2011  | Mount Lemmon Survey       |
| 671712 | 2014 OB261               | 15 aprile 2013    | Pan-STARRS                |
| 671713 | 2014 OM261               | 29 luglio 2014    | Pan-STARRS                |
| 671714 | 2014 OL266               | 17 aprile 2013    | Pan-STARRS                |
| 671715 | 2014 ON269               | 10 novembre 2010  | Mount Lemmon Survey       |
| 671716 | 2014 OQ270               | 16 ottobre 2009   | Mount Lemmon Survey       |
| 671717 | 2014 OY270               | 4 novembre 2010   | Mount Lemmon Survey       |
| 671718 | 2014 OQ274               | 2 maggio 2008     | Spacewatch                |
| 671719 | 2014 OR276               | 28 settembre 2003 | Spacewatch                |
| 671720 | 2014 OH278               | 29 luglio 2014    | Pan-STARRS                |
| 671721 | 2014 OO278               | 28 agosto 2005    | Spacewatch                |
| 671722 | 2014 OS280               | 29 luglio 2014    | Pan-STARRS                |
| 671723 | 2014 OL289               | 8 luglio 2014     | Pan-STARRS                |
| 671724 | 2014 OA294               | 29 luglio 2014    | Pan-STARRS                |
| 671725 | 2014 OD295               | 29 agosto 2005    | Spacewatch                |
| 671726 | 2014 OD297               | 23 marzo 2012     | W. Bickel                 |
| 671727 | 2014 OH297               | 29 luglio 2014    | Pan-STARRS                |
| 671728 | 2014 OL297               | 26 febbraio 2012  | Spacewatch                |
| 671729 | 2014 OE298               | 22 agosto 2004    | Spacewatch                |
| 671730 | 2014 OF298               | 4 dicembre 2010   | CSS                       |
| 671731 | 2014 OY298               | 9 ottobre 2010    | CSS                       |
| 671732 | 2014 OE302               | 25 luglio 2014    | Pan-STARRS                |
| 671733 | 2014 OK305               | 31 gennaio 2012   | Spacewatch                |
| 671734 | 2014 OL306               | 26 novembre 2011  | Mount Lemmon Survey       |
| 671735 | 2014 OF310               | 27 luglio 2014    | Pan-STARRS                |
| 671736 | 2014 OU312               | 31 marzo 2008     | Mount Lemmon Survey       |
| 671737 | 2014 OR314               | 16 settembre 2007 | LUSS                      |
| 671738 | 2014 OG315               | 19 marzo 2010     | Mount Lemmon Survey       |
| 671739 | 2014 OJ316               | 3 luglio 2014     | Pan-STARRS                |
| 671740 | 2014 OJ317               | 7 luglio 2014     | Pan-STARRS                |
| 671741 | 2014 OW318               | 25 gennaio 2006   | Spacewatch                |
| 671742 | 2014 OD331               | 27 giugno 2014    | ESA OGS                   |
| 671743 | 2014 OG333               | 8 luglio 2014     | Pan-STARRS                |
| 671744 | 2014 OL333               | 23 febbraio 2007  | CSS                       |
| 671745 | 2014 OB343               | 8 dicembre 2008   | Mount Lemmon Survey       |
| 671746 | 2014 OE345               | 19 gennaio 2012   | Mount Lemmon Survey       |
| 671747 | 2014 OM346               | 28 luglio 2014    | Pan-STARRS                |
| 671748 | 2014 OF352               | 2 aprile 2013     | Mount Lemmon Survey       |
| 671749 | 2014 OV353               | 28 luglio 2014    | Pan-STARRS                |
| 671750 | 2014 OW353               | 26 ottobre 2009   | Spacewatch                |
| 671751 | 2014 ON355               | 27 giugno 2014    | Pan-STARRS                |
| 671752 | 2014 OX357               | 26 giugno 2014    | Pan-STARRS                |
| 671753 | 2014 OB358               | 10 ottobre 2004   | Spacewatch                |
| 671754 | 2014 OW360               | 28 luglio 2014    | Pan-STARRS                |
| 671755 | 2014 OR363               | 29 luglio 2014    | Pan-STARRS                |
| 671756 | 2014 OU364               | 25 luglio 2014    | Pan-STARRS                |
| 671757 | 2014 OQ369               | 20 gennaio 2009   | Spacewatch                |
| 671758 | 2014 OV373               | 25 luglio 2014    | Pan-STARRS                |
| 671759 | 2014 OD375               | 27 settembre 2003 | Spacewatch                |
| 671760 | 2014 OO379               | 20 giugno 2014    | Pan-STARRS                |
| 671761 | 2014 OP379               | 15 settembre 2009 | CSS                       |
| 671762 | 2014 OK380               | 5 dicembre 2005   | Mount Lemmon Survey       |
| 671763 | 2014 OL380               | 19 gennaio 2012   | Spacewatch                |
| 671764 | 2014 OR381               | 2 gennaio 2012    | Spacewatch                |
| 671765 | 2014 OB383               | 20 agosto 2009    | Spacewatch                |
| 671766 | 2014 OU384               | 2 marzo 2013      | Mount Lemmon Survey       |
| 671767 | 2014 OV388               | 7 luglio 2014     | Pan-STARRS                |
| 671768 | 2014 OC390               | 11 aprile 2013    | Spacewatch                |
| 671769 | 2014 OA391               | 8 maggio 2013     | Pan-STARRS                |
| 671770 | 2014 OE391               | 18 giugno 2013    | Pan-STARRS                |
| 671771 | 2014 OP391               | 2 giugno 2014     | Mount Lemmon Survey       |
| 671772 | 2014 OA395               | 31 luglio 2014    | Pan-STARRS                |
| 671773 | 2014 OC395               | 31 luglio 2014    | Pan-STARRS                |
| 671774 | 2014 OT395               | 31 luglio 2014    | Pan-STARRS                |
| 671775 | 2014 OU398               | 10 ottobre 2007   | Mount Lemmon Survey       |
| 671776 | 2014 OX398               | 11 febbraio 2004  | NEAT                      |
| 671777 | 2014 OB399               | 25 luglio 2014    | Pan-STARRS                |
| 671778 | 2014 OU402               | 6 aprile 2013     | Mount Lemmon Survey       |
| 671779 | 2014 OQ407               | 24 ottobre 2005   | Spacewatch                |
| 671780 | 2014 OK409               | 13 aprile 2013    | Spacewatch                |
| 671781 | 2014 OX410               | 28 luglio 2014    | Pan-STARRS                |
| 671782 | 2014 OG411               | 28 luglio 2014    | Pan-STARRS                |
| 671783 | 2014 OW413               | 2 aprile 2013     | Mount Lemmon Survey       |
| 671784 | 2014 OD417               | 25 luglio 2014    | Pan-STARRS                |
| 671785 | 2014 OG417               | 29 luglio 2014    | Pan-STARRS                |
| 671786 | 2014 OO417               | 13 marzo 2008     | Mount Lemmon Survey       |
| 671787 | 2014 OW421               | 23 novembre 2017  | Mount Lemmon Survey       |
| 671788 | 2014 OP427               | 25 luglio 2014    | Pan-STARRS                |
| 671789 | 2014 OG451               | 25 luglio 2014    | Pan-STARRS                |
| 671790 | 2014 OS459               | 28 luglio 2014    | Pan-STARRS                |
| 671791 | 2014 PD6                 | 2 giugno 2014     | Pan-STARRS                |
| 671792 | 2014 PC9                 | 24 ottobre 2005   | Osservatorio di Mauna Kea |
| 671793 | 2014 PR12                | 25 luglio 2014    | Pan-STARRS                |
| 671794 | 2014 PU17                | 4 marzo 2008      | Mount Lemmon Survey       |
| 671795 | 2014 PD19                | 26 giugno 2014    | Pan-STARRS                |
| 671796 | 2014 PE19                | 23 aprile 2007    | A. Grazian, R. Gredel     |
| 671797 | 2014 PJ19                | 10 settembre 2004 | Spacewatch                |
| 671798 | 2014 PX19                | 21 settembre 2009 | Mount Lemmon Survey       |
| 671799 | 2014 PE21                | 16 settembre 2003 | Spacewatch                |
| 671800 | 2014 PX22                | 17 aprile 2013    | Pan-STARRS                |

## 671801–671900
| Nome   | Designazione provvisoria | Data di scoperta  | Scopritore                |
| ------ | ------------------------ | ----------------- | ------------------------- |
| 671801 | 2014 PK25                | 14 settembre 2005 | Spacewatch                |
| 671802 | 2014 PN25                | 9 febbraio 2013   | Pan-STARRS                |
| 671803 | 2014 PO25                | 22 settembre 2009 | Mount Lemmon Survey       |
| 671804 | 2014 PT27                | 30 aprile 2006    | Spacewatch                |
| 671805 | 2014 PF28                | 1 ottobre 2003    | Spacewatch                |
| 671806 | 2014 PU28                | 16 marzo 2012     | Mount Lemmon Survey       |
| 671807 | 2014 PZ29                | 9 novembre 2004   | R. A. Tucker              |
| 671808 | 2014 PQ31                | 4 agosto 2014     | Pan-STARRS                |
| 671809 | 2014 PF34                | 11 settembre 2010 | Spacewatch                |
| 671810 | 2014 PT38                | 16 febbraio 2012  | Pan-STARRS                |
| 671811 | 2014 PR39                | 7 luglio 2014     | Pan-STARRS                |
| 671812 | 2014 PY40                | 28 luglio 2014    | Pan-STARRS                |
| 671813 | 2014 PZ41                | 7 luglio 2014     | Pan-STARRS                |
| 671814 | 2014 PA42                | 26 luglio 2014    | Pan-STARRS                |
| 671815 | 2014 PO42                | 26 luglio 2014    | Pan-STARRS                |
| 671816 | 2014 PF43                | 4 agosto 2014     | Pan-STARRS                |
| 671817 | 2014 PL46                | 10 gennaio 2013   | Pan-STARRS                |
| 671818 | 2014 PO46                | 19 settembre 1998 | SDSS Collaboration        |
| 671819 | 2014 PS46                | 29 settembre 2003 | Spacewatch                |
| 671820 | 2014 PZ46                | 10 aprile 2013    | Mount Lemmon Survey       |
| 671821 | 2014 PU50                | 27 gennaio 2006   | Mount Lemmon Survey       |
| 671822 | 2014 PJ53                | 13 febbraio 2010  | Mount Lemmon Survey       |
| 671823 | 2014 PZ53                | 3 agosto 2014     | Pan-STARRS                |
| 671824 | 2014 PC55                | 3 febbraio 2012   | Pan-STARRS                |
| 671825 | 2014 PY56                | 23 settembre 2003 | AMOS                      |
| 671826 | 2014 PJ58                | 2 luglio 2014     | Pan-STARRS                |
| 671827 | 2014 PQ59                | 14 agosto 2014    | Pan-STARRS                |
| 671828 | 2014 PK60                | 14 agosto 2014    | Pan-STARRS                |
| 671829 | 2014 PK61                | 13 marzo 2013     | PTF                       |
| 671830 | 2014 PY62                | 25 dicembre 2011  | Mount Lemmon Survey       |
| 671831 | 2014 PK64                | 26 giugno 2014    | Pan-STARRS                |
| 671832 | 2014 PO65                | 21 giugno 2014    | Pan-STARRS                |
| 671833 | 2014 PH67                | 26 luglio 2014    | Pan-STARRS                |
| 671834 | 2014 PS69                | 27 giugno 2014    | Pan-STARRS                |
| 671835 | 2014 PT70                | 18 settembre 2006 | CSS                       |
| 671836 | 2014 PB71                | 6 febbraio 2010   | Mount Lemmon Survey       |
| 671837 | 2014 PS78                | 26 ottobre 2011   | Pan-STARRS                |
| 671838 | 2014 PN82                | 6 agosto 2014     | Pan-STARRS                |
| 671839 | 2014 PU82                | 6 agosto 2014     | Pan-STARRS                |
| 671840 | 2014 PL87                | 14 agosto 2014    | Pan-STARRS                |
| 671841 | 2014 PB91                | 3 agosto 2014     | Pan-STARRS                |
| 671842 | 2014 PZ94                | 6 agosto 2014     | Pan-STARRS                |
| 671843 | 2014 QF                  | 16 novembre 2009  | Spacewatch                |
| 671844 | 2014 QL                  | 27 gennaio 2007   | Mount Lemmon Survey       |
| 671845 | 2014 QV                  | 28 luglio 2009    | Spacewatch                |
| 671846 | 2014 QZ                  | 19 settembre 2003 | LINEAR                    |
| 671847 | 2014 QM1                 | 11 ottobre 2007   | Spacewatch                |
| 671848 | 2014 QE2                 | 7 giugno 2014     | Pan-STARRS                |
| 671849 | 2014 QX2                 | 3 luglio 2014     | Pan-STARRS                |
| 671850 | 2014 QB3                 | 23 dicembre 2012  | Pan-STARRS                |
| 671851 | 2014 QS6                 | 3 luglio 2014     | Pan-STARRS                |
| 671852 | 2014 QO7                 | 13 ottobre 2010   | Mount Lemmon Survey       |
| 671853 | 2014 QC10                | 3 giugno 2014     | Pan-STARRS                |
| 671854 | 2014 QL17                | 18 agosto 2014    | Pan-STARRS                |
| 671855 | 2014 QP17                | 11 marzo 2013     | Spacewatch                |
| 671856 | 2014 QH19                | 28 settembre 2008 | Mount Lemmon Survey       |
| 671857 | 2014 QL22                | 8 novembre 2010   | CSS                       |
| 671858 | 2014 QQ29                | 20 settembre 2003 | NEAT                      |
| 671859 | 2014 QJ30                | 14 ottobre 2009   | Mount Lemmon Survey       |
| 671860 | 2014 QS32                | 2 luglio 2014     | Pan-STARRS                |
| 671861 | 2014 QP34                | 4 luglio 2014     | Pan-STARRS                |
| 671862 | 2014 QW35                | 28 novembre 2010  | Spacewatch                |
| 671863 | 2014 QH45                | 2 giugno 2014     | Mount Lemmon Survey       |
| 671864 | 2014 QJ45                | 3 agosto 2014     | Pan-STARRS                |
| 671865 | 2014 QS49                | 12 marzo 2007     | Mount Lemmon Survey       |
| 671866 | 2014 QU51                | 28 luglio 2014    | Pan-STARRS                |
| 671867 | 2014 QD54                | 30 agosto 2009    | W. Bickel                 |
| 671868 | 2014 QU54                | 2 novembre 2010   | Spacewatch                |
| 671869 | 2014 QM55                | 29 giugno 2014    | Pan-STARRS                |
| 671870 | 2014 QO56                | 5 novembre 2010   | Mount Lemmon Survey       |
| 671871 | 2014 QS56                | 17 marzo 2007     | Spacewatch                |
| 671872 | 2014 QO57                | 16 settembre 2009 | Spacewatch                |
| 671873 | 2014 QU58                | 29 giugno 2014    | Pan-STARRS                |
| 671874 | 2014 QG61                | 7 luglio 2014     | Pan-STARRS                |
| 671875 | 2014 QJ65                | 29 giugno 2014    | Pan-STARRS                |
| 671876 | 2014 QL69                | 12 aprile 2013    | Pan-STARRS                |
| 671877 | 2014 QH70                | 20 agosto 2014    | Pan-STARRS                |
| 671878 | 2014 QK72                | 2 dicembre 2005   | Mount Lemmon Survey       |
| 671879 | 2014 QQ72                | 1 ottobre 2011    | Mount Lemmon Survey       |
| 671880 | 2014 QR74                | 2 luglio 2014     | Mount Lemmon Survey       |
| 671881 | 2014 QE76                | 14 ottobre 2010   | Mount Lemmon Survey       |
| 671882 | 2014 QQ76                | 15 settembre 2003 | AMOS                      |
| 671883 | 2014 QD77                | 13 aprile 2013    | Pan-STARRS                |
| 671884 | 2014 QY77                | 17 febbraio 2007  | Mount Lemmon Survey       |
| 671885 | 2014 QG82                | 7 maggio 2014     | Pan-STARRS                |
| 671886 | 2014 QJ84                | 21 settembre 2003 | Spacewatch                |
| 671887 | 2014 QW87                | 20 agosto 2009    | Spacewatch                |
| 671888 | 2014 QS92                | 20 agosto 2014    | Pan-STARRS                |
| 671889 | 2014 QZ92                | 27 febbraio 2012  | Pan-STARRS                |
| 671890 | 2014 QH93                | 20 agosto 2014    | Pan-STARRS                |
| 671891 | 2014 QW93                | 20 agosto 2014    | Pan-STARRS                |
| 671892 | 2014 QO94                | 20 agosto 2014    | Pan-STARRS                |
| 671893 | 2014 QR95                | 30 giugno 2014    | Pan-STARRS                |
| 671894 | 2014 QL97                | 3 ottobre 2003    | Spacewatch                |
| 671895 | 2014 QB98                | 24 ottobre 2005   | Osservatorio di Mauna Kea |
| 671896 | 2014 QO99                | 30 novembre 2005  | Mount Lemmon Survey       |
| 671897 | 2014 QU100               | 20 agosto 2014    | Pan-STARRS                |
| 671898 | 2014 QR104               | 31 marzo 2008     | Spacewatch                |
| 671899 | 2014 QK105               | 23 febbraio 2012  | Spacewatch                |
| 671900 | 2014 QN106               | 30 luglio 2014    | Spacewatch                |

## 671901–672000
| Nome   | Designazione provvisoria | Data di scoperta  | Scopritore          |
| ------ | ------------------------ | ----------------- | ------------------- |
| 671901 | 2014 QP108               | 16 agosto 2009    | Spacewatch          |
| 671902 | 2014 QQ109               | 6 marzo 2013      | Pan-STARRS          |
| 671903 | 2014 QX112               | 20 agosto 2014    | Pan-STARRS          |
| 671904 | 2014 QO122               | 3 marzo 2013      | Mount Lemmon Survey |
| 671905 | 2014 QS131               | 27 settembre 2009 | Spacewatch          |
| 671906 | 2014 QY135               | 9 febbraio 2007   | CSS                 |
| 671907 | 2014 QZ136               | 7 luglio 2014     | Pan-STARRS          |
| 671908 | 2014 QB144               | 14 febbraio 2013  | Spacewatch          |
| 671909 | 2014 QN144               | 7 luglio 2014     | Pan-STARRS          |
| 671910 | 2014 QM145               | 20 agosto 2014    | Pan-STARRS          |
| 671911 | 2014 QB146               | 15 ottobre 2007   | Mount Lemmon Survey |
| 671912 | 2014 QO146               | 20 agosto 2014    | Pan-STARRS          |
| 671913 | 2014 QL148               | 28 agosto 2006    | LUSS                |
| 671914 | 2014 QU149               | 13 ottobre 2007   | Spacewatch          |
| 671915 | 2014 QB150               | 2 marzo 2013      | Spacewatch          |
| 671916 | 2014 QQ150               | 20 agosto 2014    | Pan-STARRS          |
| 671917 | 2014 QO151               | 6 agosto 2014     | Pan-STARRS          |
| 671918 | 2014 QW154               | 13 aprile 2013    | Pan-STARRS          |
| 671919 | 2014 QN155               | 17 agosto 2009    | Spacewatch          |
| 671920 | 2014 QY155               | 13 aprile 2013    | Pan-STARRS          |
| 671921 | 2014 QZ155               | 28 marzo 2012     | Mount Lemmon Survey |
| 671922 | 2014 QT156               | 16 settembre 2010 | Spacewatch          |
| 671923 | 2014 QC160               | 13 marzo 2007     | Spacewatch          |
| 671924 | 2014 QG161               | 27 giugno 2014    | Pan-STARRS          |
| 671925 | 2014 QN163               | 29 luglio 2014    | Pan-STARRS          |
| 671926 | 2014 QS165               | 23 ottobre 2004   | Spacewatch          |
| 671927 | 2014 QY169               | 18 agosto 2014    | Pan-STARRS          |
| 671928 | 2014 QZ169               | 18 agosto 2014    | Pan-STARRS          |
| 671929 | 2014 QM173               | 19 giugno 2010    | Mount Lemmon Survey |
| 671930 | 2014 QK179               | 31 luglio 2014    | Pan-STARRS          |
| 671931 | 2014 QZ180               | 19 gennaio 2008   | Spacewatch          |
| 671932 | 2014 QF184               | 25 dicembre 2005  | Mount Lemmon Survey |
| 671933 | 2014 QG184               | 8 gennaio 2000    | Spacewatch          |
| 671934 | 2014 QK186               | 2 gennaio 2011    | Mount Lemmon Survey |
| 671935 | 2014 QT190               | 6 dicembre 2011   | Pan-STARRS          |
| 671936 | 2014 QM193               | 17 aprile 2009    | Spacewatch          |
| 671937 | 2014 QU193               | 22 agosto 2014    | Pan-STARRS          |
| 671938 | 2014 QW199               | 4 gennaio 2011    | Mount Lemmon Survey |
| 671939 | 2014 QD207               | 24 giugno 2014    | Pan-STARRS          |
| 671940 | 2014 QH217               | 28 luglio 2014    | Pan-STARRS          |
| 671941 | 2014 QM220               | 22 agosto 2014    | Pan-STARRS          |
| 671942 | 2014 QG224               | 19 aprile 2013    | Mount Lemmon Survey |
| 671943 | 2014 QP232               | 20 agosto 2014    | Pan-STARRS          |
| 671944 | 2014 QU233               | 22 agosto 2014    | Pan-STARRS          |
| 671945 | 2014 QH235               | 12 ottobre 2005   | W. Bickel           |
| 671946 | 2014 QE236               | 28 luglio 2014    | Pan-STARRS          |
| 671947 | 2014 QZ240               | 22 agosto 2014    | Pan-STARRS          |
| 671948 | 2014 QQ241               | 6 agosto 2014     | Pan-STARRS          |
| 671949 | 2014 QQ242               | 11 dicembre 2010  | Mount Lemmon Survey |
| 671950 | 2014 QF249               | 5 aprile 2013     | PTF                 |
| 671951 | 2014 QV251               | 22 agosto 2014    | Pan-STARRS          |
| 671952 | 2014 QN254               | 30 settembre 2003 | SDSS Collaboration  |
| 671953 | 2014 QX258               | 1 maggio 2003     | Spacewatch          |
| 671954 | 2014 QC263               | 22 agosto 2014    | Pan-STARRS          |
| 671955 | 2014 QG263               | 31 gennaio 2006   | Spacewatch          |
| 671956 | 2014 QZ263               | 29 marzo 2012     | Pan-STARRS          |
| 671957 | 2014 QZ264               | 1 ottobre 2009    | Mount Lemmon Survey |
| 671958 | 2014 QJ267               | 15 ottobre 2007   | Mount Lemmon Survey |
| 671959 | 2014 QK267               | 20 agosto 2003    | CINEOS              |
| 671960 | 2014 QW267               | 29 ottobre 2010   | Spacewatch          |
| 671961 | 2014 QD271               | 6 febbraio 2013   | Spacewatch          |
| 671962 | 2014 QC272               | 28 settembre 2009 | Spacewatch          |
| 671963 | 2014 QN279               | 19 settembre 2006 | Spacewatch          |
| 671964 | 2014 QT279               | 26 gennaio 2012   | Mount Lemmon Survey |
| 671965 | 2014 QZ280               | 25 luglio 2014    | Pan-STARRS          |
| 671966 | 2014 QN281               | 24 agosto 2014    | Pan-STARRS          |
| 671967 | 2014 QO281               | 24 agosto 2014    | Pan-STARRS          |
| 671968 | 2014 QT293               | 25 agosto 2014    | Pan-STARRS          |
| 671969 | 2014 QN295               | 13 marzo 2013     | Pan-STARRS          |
| 671970 | 2014 QO296               | 20 agosto 2014    | Pan-STARRS          |
| 671971 | 2014 QY299               | 27 febbraio 2012  | Pan-STARRS          |
| 671972 | 2014 QG300               | 20 agosto 2014    | Pan-STARRS          |
| 671973 | 2014 QE307               | 1 ottobre 2005    | Mount Lemmon Survey |
| 671974 | 2014 QF307               | 28 agosto 2005    | Spacewatch          |
| 671975 | 2014 QO307               | 3 marzo 2009      | Mount Lemmon Survey |
| 671976 | 2014 QV309               | 20 settembre 2009 | Mount Lemmon Survey |
| 671977 | 2014 QJ311               | 1 luglio 2014     | Pan-STARRS          |
| 671978 | 2014 QF312               | 2 giugno 2014     | Pan-STARRS          |
| 671979 | 2014 QP312               | 6 gennaio 2012    | Spacewatch          |
| 671980 | 2014 QU314               | 5 giugno 2014     | Pan-STARRS          |
| 671981 | 2014 QG321               | 28 febbraio 2012  | Pan-STARRS          |
| 671982 | 2014 QR321               | 25 agosto 2014    | Pan-STARRS          |
| 671983 | 2014 QF324               | 25 agosto 2014    | Pan-STARRS          |
| 671984 | 2014 QU324               | 25 agosto 2014    | Pan-STARRS          |
| 671985 | 2014 QL327               | 7 settembre 2008  | Mount Lemmon Survey |
| 671986 | 2014 QW327               | 18 settembre 2003 | LONEOS              |
| 671987 | 2014 QK328               | 29 settembre 2010 | T. Glinos           |
| 671988 | 2014 QZ328               | 25 agosto 2014    | Pan-STARRS          |
| 671989 | 2014 QE329               | 25 agosto 2014    | Pan-STARRS          |
| 671990 | 2014 QT330               | 24 luglio 2003    | NEAT                |
| 671991 | 2014 QK332               | 25 agosto 2014    | Pan-STARRS          |
| 671992 | 2014 QK333               | 25 agosto 2014    | Pan-STARRS          |
| 671993 | 2014 QU335               | 27 settembre 2006 | Spacewatch          |
| 671994 | 2014 QH337               | 19 gennaio 2012   | Pan-STARRS          |
| 671995 | 2014 QU340               | 18 ottobre 2007   | Mount Lemmon Survey |
| 671996 | 2014 QX340               | 20 agosto 2014    | Pan-STARRS          |
| 671997 | 2014 QB342               | 10 agosto 2010    | Spacewatch          |
| 671998 | 2014 QG343               | 30 luglio 2005    | NEAT                |
| 671999 | 2014 QG351               | 5 febbraio 2011   | Pan-STARRS          |
| 672000 | 2014 QN353               | 31 luglio 2014    | Pan-STARRS          |